# Mamfakinsh
 (décembre 2016).
Si vous disposez d'ouvrages ou d'articles de référence ou si vous connaissez des sites web de qualité traitant du thème abordé ici, merci de compléter l'article en donnant les références utiles à sa vérifiabilité et en les liant à la section « Notes et références ».
 (janvier 2018).
Mamfakinch, qui en arabe signifie « aucune concession » ou « ne pas céder », est un site web marocain qui fait partie de la mouvance des médias citoyens, et qui a été co-fondé par Hisham Almiraat. 
Il a été fondé au cours du Printemps arabe, le mouvement dans le Moyen-Orient en février 2011, peu de temps après les soulèvements qui ont renversé le président Égyptien Hosni Moubarak le 25 janvier. Le site web a été lancé peu de temps avant les manifestations du 20 février qui ont eu lieu au Maroc. Le site a joué un rôle important dans la communication des informations sur les manifestations qui prenaient place dans les différentes villes du Maroc. Juste après, le site est devenu l'une des sources principales d'information et de discussion des sujets non abordés dans les médias publics.

## Histoire
L'installation de Mamfakinch a eu lieu au cours du mouvement du 20 février 2011. Les efforts de changement ont été menés par les jeunes Marocains avec l'intention de restructurer la classe dirigeante du Makzhen, sous la direction du Roi Mohammed VI. Le média d'origine de Mamfakinch a été publié en 2011.
Son but principal est de fournir aux citoyens marocains le complément d'informations qui ne sont pas directement couvertes par les journaux ou dans les médias. Les auteurs expriment leurs inquiétudes au sujet de la liberté, des droits de l'homme et de la démocratie avec l'intention de provoquer les citoyens à plaider pour moins de censure dans les actualités.
Les contributions des journalistes n'ont pas été déjà recherchées pour savoir s'ils avaient un impact sur les médias du monde entier ou pas.

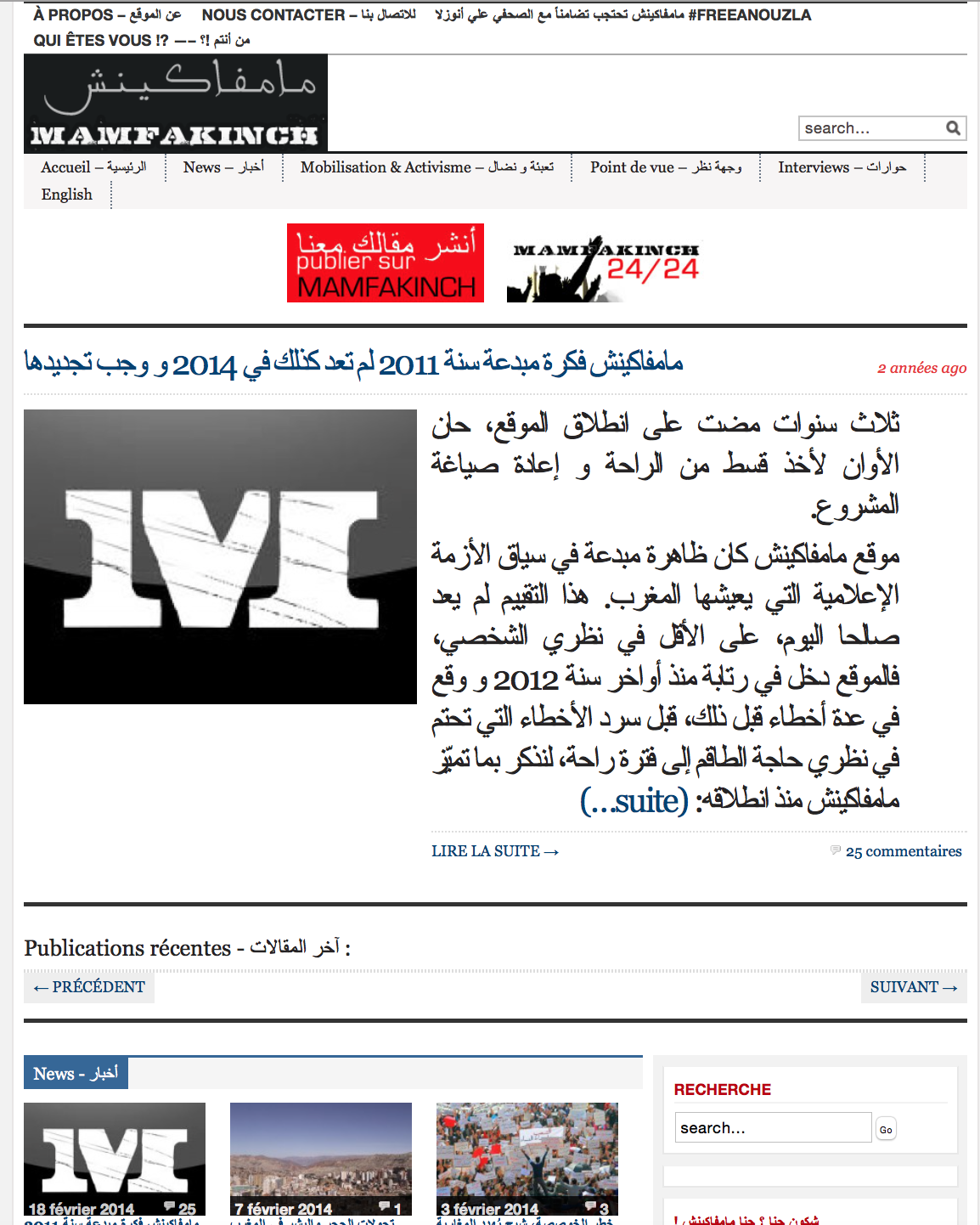
Première page de capture d'écran du site web mamfakinch.com

## Contributeurs
Mamfakinch fonctionne suivant un modèle de mouvement social, par opposition à une approche journalistique en termes d'écriture et de communication d'informations. Le portail média n'a pas besoin d'embaucher des journalistes professionnels, mais plutôt constate que les auteurs se considèrent comme des participants aux événements d'actualité. Les membres de l'organisation suivent une stratégie de revendication avec l'espoir diffuser des actualités qui ne sont pas couvertes par les plus grandes sources de nouvelles. Les auteurs écrivent pour leur cause plutôt que pour adhérer aux intérêts d'autres membres de la société.

## Affiliation politique
Mamfakinch n'est pas associé à un mouvement politique, et le point de vue des contributeurs sur la revendication des droits de l'homme n'est pas définie par la culture marocaine.

## Interruption de l'activité
Le 18 février 2014, le site a arrêté son activité. Mamfakinch a publié une déclaration expliquant les raisons de l'interruption de l'activité et résumant leur point de vue des trois ans d'expérience sur le site web.

## Impact
Agissant avec la ferme conviction que la démocratie et la liberté d'expression ne peuvent pas exister l'un sans l'autre, Mamfakinch ne cherche pas à créer de bons citoyens comme l'état le définit, mais à redéfinir la citoyenneté et à remodeler l'état par le biais de l'instauration de la démocratie. Pour commencer cette révolution, Mamfakinch tente de fournir au public des renseignements qui ne seraient pas accessibles autrement.
Mamfakinch prend en charge un certain nombre de causes domestiques, y compris la réforme[pas clair], la lutte contre la corruption, la transparence, la démocratie et les droits des femmes, ainsi que des causes internationales comme la création d'un état Palestinien, tout en conservant au premier plan le thème de l'organisation : que toutes les dernières réformes apportées par le gouvernement marocain ne sont rien de plus que de la cosmétique.
Bien qu'aucune déclaration n'a pu être faite au propos de l'impact véritable de Mamfakinch, de nombreux critiques ont déclaré que la nouvelle approche que le site web a apporté au Maroc, le journalisme citoyen, a créé des changements durables sur quatre points. Tout d'abord, ça a renforcé ses membres et les a transformés en citoyens engagés visant à créer et gérer un réseau considérable de bénévoles. Le site web a aussi déplacé et décentralisé la source de l'actualité en proposant une nouvelle source d'information indépendante. En outre, le site est censé avoir influencé l'élite marocaine et le public, et avoir influencé les procédures de législation dans le but d'apporter des changements systématiques dans le pays.
Même si les critiques remettent en question l'ampleur de l'impact du site dans un pays qui a vu très peu de changements depuis le Printemps arabe, il y a une grande peur parmi les fonctionnaires du gouvernement au sujet du site web, par rapport à son exposition et au fait que les nouvelles technologies ont l'avantage d'instaurer la justice sociale dans des régimes d'oppression.

## Polémique
En juillet 2012, peu après que Mamfakinch a remporté le prix Google des briseurs de frontières[Quoi ?], une source anonyme a envoyé un document contenant soi-disant des informations scandaleuses au sujet d'un politicien marocain. Le document contenait des courriels, des conversations sur Skype, et des documents téléchargés sur les ordinateurs de plusieurs fonctionnaires. L'attaque conduit à une baisse de fonctionnaires de 35 à 5[pas clair]. La peur de nouvelles représailles et la crainte pour la sécurité du groupe lui ont fait perdre de nombreuses sources d'information. Aucun groupe n'a pris la responsabilité du piratage, mais il semble avoir été commis par une équipe de pirates basés à Milan, un groupe bien connu pour travailler avec le gouvernement. Un extrait particulier du logiciel malveillant utilisé coûtait environ un demi-million de dollars et est utilisé par les gouvernements dans des enquêtes criminelles. Le malware a été tracé jusqu'à la capitale du pays, Rabat.

## Prix
- En 2011, Mamfakinch a été nommé pour le Bob's Blog award du Meilleur blog arabe[7].
- En 2012, Mamfakinch a remporté le Joint Google et le Global Voices Breaking Boarders Award avec le site Atlatszo.hu[4].